# Berteaucourt-lès-Thennes
Berteaucourt-lès-Thennes é uma comuna francesa na região administrativa de Altos da França, no departamento de Somme. Estende-se por uma área de 2,62 km². Em 2010 a comuna tinha 446 habitantes (densidade: 170,2 hab./km²).